# Moumou
Moumou (en russe : Муму́) est une nouvelle de l'écrivain russe Ivan Tourgueniev publiée en 1854 et qui a bénéficié de plusieurs adaptations par le cinéma soviétique, puis russe.

## Historique
Moumou a été écrite pendant la détention de l'auteur à la maison d'arrêt de Saint-Pétersbourg en mai 1852. La nouvelle devait paraître dans Recueil moscovite, mais celle-ci fut interdit par la censure. 
Elle fut finalement publiée en mars 1854 dans la revue Contemporain et le censeur reçut un blâme pour l'avoir autorisé sur le motif : « En lisant ce récit, le lecteur doit obligatoirement être plein de compassion pour un paysan opprimé, sans être fautif, par l'arbitraire seigneurial. »
L'histoire est vraie : Guérassime est André de Spasskoïé, portier sourd-muet au service de la mère de l'auteur. À travers l'histoire, Tourgueniev dresse, deux ans après la mort de sa mère, un portrait sévère mais réaliste de cette dernière, que son ami et biographe russe Annenkov surnommait « l'ogresse ».
Guy de Maupassant a repris la trame du texte de Tourgueniev dans deux nouvelles, Histoire d'un chien, en 1881, et Mademoiselle Cocotte, en 1883. On retrouve un récit assez similaire dans la nouvelle Kachtanka, écrite par Anton Tchekhov en 1887.

## Résumé
Le sourd-muet Guérassime est une force de la nature au service d’une vieille aristocrate, la « dame » d'une vaste demeure de Moscou. Par deux fois, elle va lui gâcher l'existence par ses caprices, la première en mariant celle dont il était amoureux à un valet ivrogne, et la deuxième en ordonnant la mort de son chien qui aboyait trop. Atterré, le pauvre homme finira seul, sans femme et sans chien, dans une cabane éloignée de la ville.

## Évocation

### Dans la sculpture
Un statuette en bronze représentant le chien Moumou avait été installée dans un jardin public de la petite ville portuaire de Honfleur, en Normandie, mais celle-ci, pourtant scellée sur un rocher au milieu d’une mare, a été dérobée en 2011. L'ambassadeur de Russie, Alexandre Orlov, a alors offert à la ville une nouvelle statuette représentant un autre chien à la fin de l'année 2013. Cette nouvelle statue représente la chienne Kachtanka (ou Katchtanka), personnage d’un conte écrit par l'écrivain Anton Tchekhov et évoquant une histoire similaire à celle de Moumou.
Ces deux petites statues ont été offertes à la ville durant le festival du cinéma russe, organisé tous les ans, depuis 1995, vers la fin du mois de novembre dans la petite ville portuaire du Calvados.

### Au cinéma
- 1959 : Moumou (Му-му) film soviétique d'Anatoli Bobrovsky et Evgueni Teterine
- 1987 : Moumou, film d'animation soviétique de Valentin Karavaev
- 1998 : Mou-Mou, film russe de Iouri Grymov

## Édition française
- Moumou, traduit par Xavier Marmier, dans Scènes de la vie russe, Paris, Hachette, 1887.
- Ivan Tourgueniev (trad. du russe par Henri Mongault), Romans et nouvelles complets, vol. I, Paris, Gallimard, coll. « Bibliothèque de la Pléiade », 1981 (1re éd. 1941), 1250 p. (ISBN 978-2-07-010980-7), « Moumou »